# Nabeul
Nabeul (em árabe: نابل; romaniz.: Nābil, Nabl no dialeto local) é uma cidade da costa nordeste da Tunísia, situada a sul da península de cabo Bon, cerca de 70 km a sudeste de Tunes e 12 km a nordeste de Hammamet. É a capital da província homónima. Na Antiguidade foi chamada Neápolis, um nome partilhado com várias cidades do Mediterrâneo.
Em 2004 o município tinha 56 387 habitantes. A zona urbana contínua formada com as localidades vizinhas de Dar Chaâbane, Béni Khiar e El Maâmoura tem cerca de 120 000 habitantes e se juntando-lhe Hammamet, que também é contígua, a conurbação de Nabeul-Hammamet tem 185 000 habitantes.[carece de fontes?]
É a estância turística de praia mais importante do norte da Tunísia a seguir a Hammamet. A sua extensa praia de areia fina e o clima mediterrânico atraem milhares de turistas europeus. Além do turismo, a principal atividade económica da região é a agricultura e o artesanato de cerâmica. Abundam as hortas e pomares, nomeadamente de citrinos. As  laranjas de Nabeul são afamadas e a cidade é uma dos polos de olaria mais importantes, senão o mais importante, de toda a Tunísia.[carece de fontes?]

## História

### Da Antiguidade até ao século XIX
Na Antiguidade a cidade chamou-se Neápolis ("nova cidade" em grego), um nome também usado pelos romanos. A fundação da cidade remonta a pelo menos ao século V a.C.. O historiador grego desse século Tucídides menciona-a como um entreposto cartaginês e  como a cidade mais antiga do Norte de África a seguir a Cartago. Em 413 a.C., durante a Guerra do Peloponeso, que opôs Esparta a Atenas, houve tropas espartanas cujos navios em que seguiam encalharam nas costas da Cirenaica. Os cidadãos de Cirene decidem ajudá-los e dão-lhes navios e pilotos. Estes fazem escala numa cidade com o nome grego de Neápolis.[carece de fontes?]
Em 148 a.C. Neápolis paga cara a sua fidelidade a Cartago nas Guerras Púnicas: a cidade foi destruída pelo general romano Lúcio Calpúrnio Pisão. Durante a ocupação romana a cidade declinou, não havendo menções a ela durante perto de cem anos. Após a conquista árabe, no século VII, Neápolis foi destruída pelos bizantinos.[carece de fontes?]
O exército muçulmano comandado por Abu al-Mouhajer e proveniente da Arábia conquistou a região do cabo Bon em 674. Os árabes construíram Ksar Nabeul no século IX, a que se seguiu a Grande Mesquita. No século XII os normandos intensificam os seus ataques às costas tunisinas e Rogério II da Sicília ocupa o forte de Nabeul em 1148, que usa como posto militar para atacar Hammamet.
A estrutura atual da almedina (o centro histórico) foi alcançada durante os séculos XVIII e XI. Os socos ( bairros comerciais) constituem o coração da cidade e são um lugar de reunião e de trocas comerciais; o seu desenvolvimento teve uma grande importância na economia local. Grande parte deles datam daquela época, nomeadamente o souk El Haddada (dos ferreiros), o souk El Balgha, o souk El Ihoud (soco dos judeus), ou ainda o Ezzit (do azeite). Acede-se à almedina por várias portas, como a Bab Bled, a principal entrada da cidade, Bab El Khoukha e Bab El Zaouia. Graças à fertilidade e clima da região, às suas atividades agrícolas e comerciais, a cidade atraiu imigrantes provenientes de Djerba e Cairuão. O afluxo de mouriscos andaluzes expulsos de Espanha nos séculos XV e XVI contribuiu decisivamente para uma grande renovação e desenvolvimento da agricultura.
Na mesma época chegaram também muitos judeus a Nabeul. Estima-se que em 1859–1860 a comunidade judia da cidade tivesse cerca de 500 pessoas, ou seja, cerca de 10% da população. É notável que, ao contrário do que era hábito noutras cidades, não existisse um bairro só para judeus. A cidade tinha então sete sinagogas, duas delas permanentes,[carece de fontes?] uma delas no centro da cidade, perto da Grande Mesquita; A cidade tem um santo judeu, Rabbi Yaakov Slama, cujo túmulo é objeto de uma romaria realizada anualmente no mês de maio, à qual ta,bém acorrem muçulmanos.[carece de fontes?]

### Protetorado francês e independência
Com a instauração do protetorado francês em 1881, Nabeul torna-se a capital do caïdat regional (província). Em 1885 foi estabelecida uma administração civil e a organização municipal contribui para o melhoramento das condições de vida, criando infraestruturas de abastecimento de água potável e  iluminação pública, além de melhorar os transportes. Os trabalhos empreendidos, nomeadamente a construção da linha ferroviária ligando Nabeul a Tunes iniciada no final do século XIX, são determinantes para o tecido urbano, sobretudo da nova periferia "europeia". A abertura para o exterior faz com que a cidade se torne uma estância balnear e a chegada de viajantes contribui para relançar o vida económica. Em 1946 estavam recenseados em Nabeul 2 058 judeus, um número que declinou progressivamente a partir de então.
O movimento nacionalista, apoiado por intelectuais locais, tanto muçulmanos como judeus, tem a sua célula de Nabeul do Néo-Destour constituída em 1936. A 19 de janeiro de 1952, ocorrem manifestações na cidade no contexto do levantamento da Tunísia pela sua independência; a reação das forças da ordem fez três mortos entre os manifestantes.
Após a independência, o ensino corânico tradicional dá lugar ao ensino bilingue, ao mesmo tempo que Nabeul se torna simultaneamente um polo de turismo, de indústrias modernas artesanais. Para responder à evolução crescente da população, são criadas escolas, liceus, centros desportivos,  uma escola politécnica, uma faculdade de ciências económicas e um instituto superior de belas artes.

## Economia e turismo

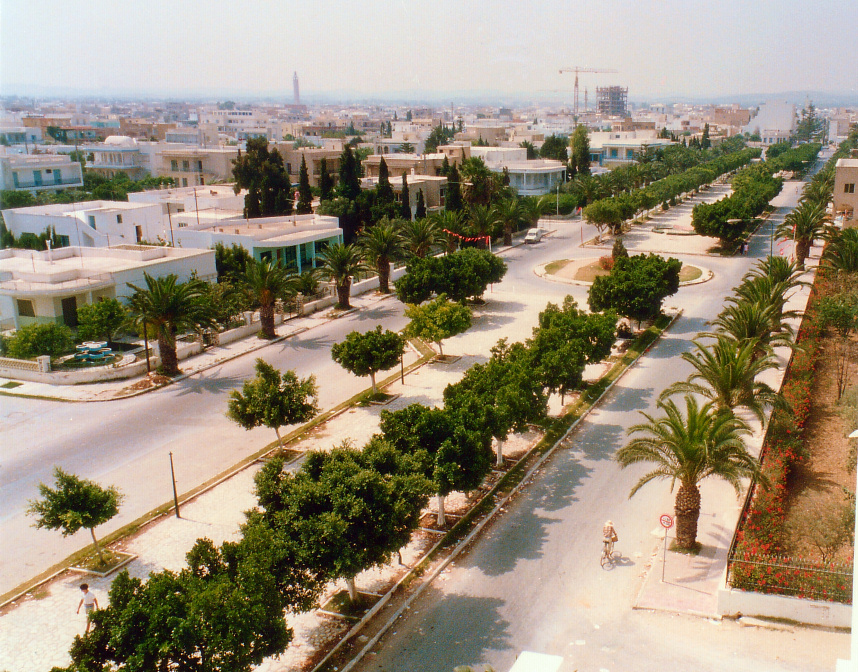
Uma avenida de Nabeul em 1987

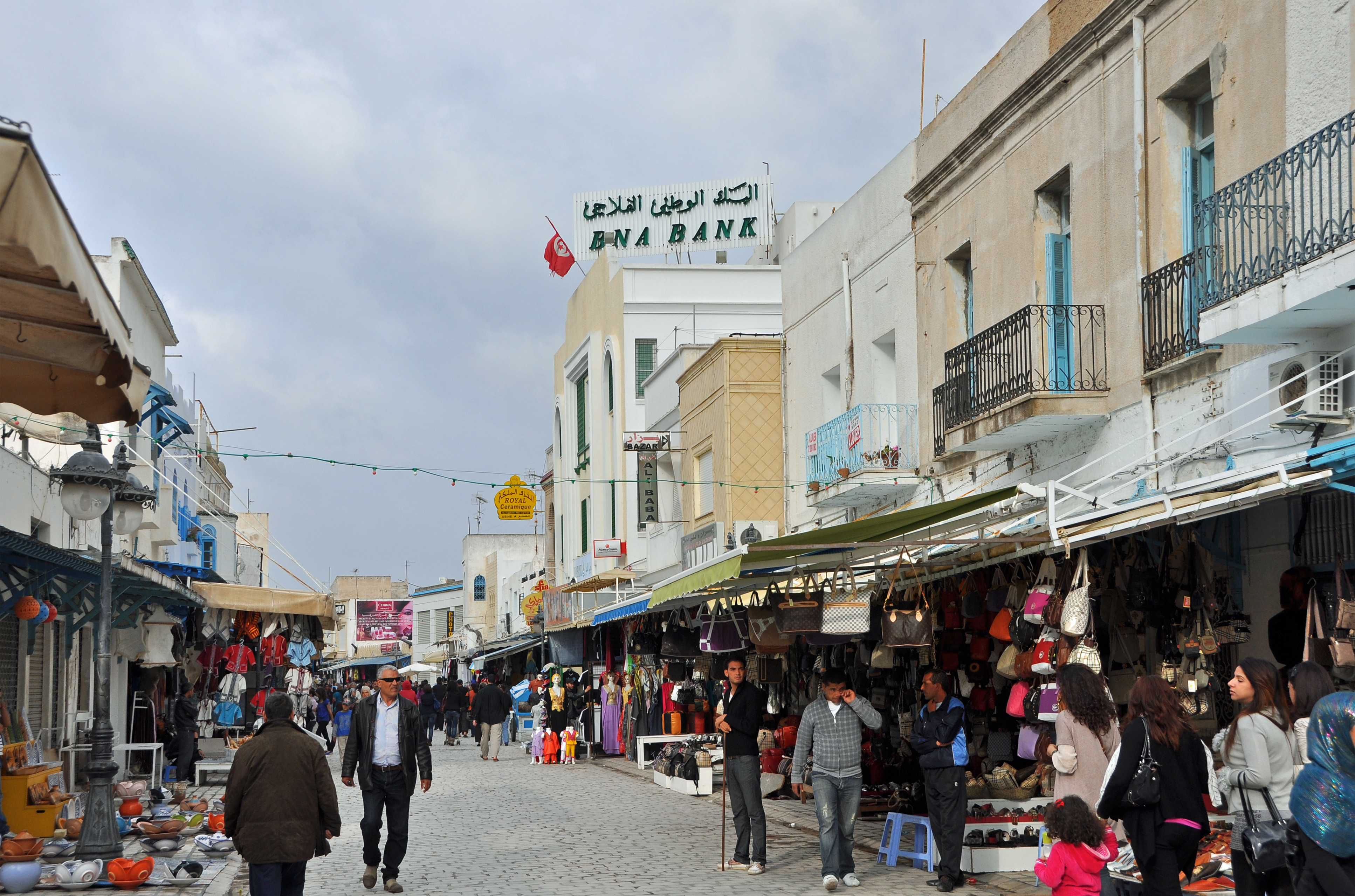
Rua da parte antiga

A economia da região depende sobretudo do turismo, da agricultura e do artesanato. A grande maioria dos muitos hotéis situam-se à beira-mar. Entre as atrações turísticas culturais destacam-se as ruínas romanas de Neápolis situadas a dois quilómetros do centro, o museu arqueológico, onde estão expostos objetos em cerâmica, estátuas púnicas do sécul VII a.C. e uma importante coleção de mosaicos romanos de vários sítios da região de cabo Bon. O soco (mercado) semanal de sexta-feira atrai numerosos turistas e locais.[carece de fontes?]
Nabeul é célebre na Tunísia e no estrangeiro pela qualidade artística da sua olaria, em particular os pratos pintados e faianças. Esta produção juntou-se à de artigos tradicionais utilitários de fabrico menos elaborado. A indústria de olaria tradicional foi relançada na primeira metade do século XX graças às investigações dos franceses Tessier e Deverclos, e do tunisino Chemla. A profissão de oleiro continua a transmitir-se de pai para filho. Alguns museus começam a revelar interesse pela produção com determinadas assinaturas, nomeadamente as dos três renovadores.[carece de fontes?]
Outra produção artesanal importante é a de produção de esteiras feitas à base de junco. Esta matéria prima é colhida no início do verão e apresenta várias cores, que vão do amarelo ao verde passando pelo bordeaux e o azul violeta. O fabrico das esteiras começa com uma grelha de esparto em bruto, isto é, sem qualquer tratamento, na qual se tece o junco. A mesma técnica é também usada para fabricar alcofas.[carece de fontes?]
Nos mercados encontram-se uma grande variedade de produtos tradicionais da região e de outras partes da Tunísia, como produtos em couro, cobre, vestuário, chéchias (gorros tradicionais), bordados ou alcofas. Nabeul é o único local da Tunísia onde se fabricam figuras em açúcar. Trata-se de uma especialidade típica do Ano Novo muçulmano, que se oferece às crianças e às noivas e que também são usados para decorar o cimo de pratos tradicionais de cuscuz. Feitas a partir de moldes e decorados ou pintadas com corantes naturais, as figuras são depois postas de pé num prato, o mithred, no meio de bombons, drageias e frutos secos.[carece de fontes?]
Na campo da agricultura, Nabeul é famosa pelosseus citrinos, quer laranjas, quer limões da variedade Beldis e também laranjas-azedas. Outra atividade importante é a destilação de flores, nomeadamente de gerânio Bourbon, flor de laranjeira-azeda e rosas de Damasco.[carece de fontes?]